# 이토록 뜻밖의 뇌과학
이토록 뜻밖의 뇌과학은 리사 펠드먼 배럿이 지은 뇌과학 책이다.
최신 뇌과학 연구 성과를 바탕으로 인간의 뇌에 관련한 근본적인 설명을 한다.